# Hellogoodbye
Hellogoodbye – amerykański zespół tworzący muzykę synth pop/pop-rock.
Powstał w roku 2001 w Huntington Beach, w stanie Kalifornia.
Hellogoodbye to amerykańska rockowo-popowa formacja, której wydany w 2006 roku album Zombies! Aliens! Vampires! Dinosaurs! dopiero teraz zaczyna odnosić sukcesy w Europie (Top 10 w Wielkiej Brytanii), a pochodzący z niego singel "Here (In Your Arms)" z charakterystycznym vocoderowym wokalem cieszy się coraz większym powodzeniem.
Specjalna edycja płyty zawiera także starsze utwory zespołu, który działa już od 2001 roku.
W Polsce singlem promującym płytę jest "Here (In Your Arms)".

## Skład zespołu

### Obecni członkowie
- Forrest Kline: wokal, gitara, teksty
- Chris Profeta: perkusja
- Travis Head: gitara basowa
- Joseph Marro: instrumenty klawiszowe

### Byli członkowie
- Parker Case: perkusja (2001)
- Aaron Flora: perkusja (2001–2003)
- Marcus Cole: gitara basowa (2002–2007)
- Jesse Kurvink: instrumenty klawiszowe, wokal (2001–2008)

## Dyskografia

### Albumy
- 2004 - Hellogoodbye (EP)
- 2006 - Zombies! Aliens! Vampires! Dinosaurs!
- 2010 - Would It Kill You?
- 2013 - Everything Is Debatable

### DVD
- 2005 - OMG HGB DVD ROTFL
- 2008 - Zombies! Aliens! Vampires! Dinosaurs! And More!

### Single
- 2005 - "Shimmy Shimmy Quarter Turn"
- 2006 - "Here (In Your Arms)" #14 U.S., #4 UK, #2 IRL
- 2007 - "All of Your Love"
- 2007 - "Baby, It's Fact"
- 2009 - "When We First Met"
- 2013 - "(Everything Is) Debatable"
- 2015 - "I Wanna See the States"
- 2017 - "Stare into the Black"